# Das goldene Album
Das goldene Album ist das siebte Soloalbum des Berliner Rappers Sido. Es erschien am 18. November 2016 über das Label Universal Urban.

## Inhalt und Produktion
Inhaltlich orientiert sich Sido auf dem Album wieder mehr am Gangsta-Rap seiner früheren Veröffentlichungen.
Die Beats des Albums wurden komplett von Sido selbst sowie von dem Musikproduzent DJ Desue produziert und orientieren sich am Boom bap.

## Covergestaltung
Das Albumcover zeigt eine goldene Totenkopf-Maske, die eine Krone trägt. Im unteren Teil des Bildes befindet sich der weiße Schriftzug Sido // Das goldene Album. Der Hintergrund ist grau gehalten.

## Gastbeiträge
| Professionelle Bewertungen | Professionelle Bewertungen |
| -------------------------- | -------------------------- |
| Kritiken                   |                            |
| Quelle                     | Bewertung                  |
| laut.de                    | [ 2 ]                      |
| rappers.in                 | [ 3 ]                      |

Auf acht Liedern des Albums sind neben Sido andere Künstler vertreten. So hat der Rapper Estikay drei Gastauftritte in den Songs Ja man, Männaz mit Vaginaz und Bljad. Auf letzterem ist ebenfalls Der Russe zu hören. Kool Savas unterstützt Sido auf Masafaka, während der Rapper Hanybal auf Ganz unten einen Gastbeitrag hat. Der Track Striche zählen ist eine Zusammenarbeit mit dem Rapper Blut & Kasse, und der Sänger Mark Forster ist auf Der einzige Weg vertreten. Zudem hat der Rapper Haze einen Gastauftritt beim Lied Diese Mucke.

## Titelliste
| #  | Titel              | Gastmusiker        | Länge |
| -- | ------------------ | ------------------ | ----- |
| 1  | Intro              |                    | 1:40  |
| 2  | Ganz unten         | Hanybal            | 3:32  |
| 3  | Hamdullah          |                    | 3:09  |
| 4  | Masafaka           | Kool Savas         | 3:46  |
| 5  | Geuner             |                    | 3:11  |
| 6  | Papa ist da        |                    | 3:12  |
| 7  | Der einzige Weg    | Mark Forster       | 3:14  |
| 8  | Striche zählen     | Blut & Kasse       | 3:14  |
| 9  | Dachboden Skit     |                    | 1:22  |
| 10 | Diese Mucke        | Haze               | 2:58  |
| 11 | Männaz mit Vaginaz | Estikay            | 3:25  |
| 12 | Alkohol            |                    | 2:46  |
| 13 | Bljad              | Der Russe, Estikay | 3:05  |
| 14 | Ja man             | Estikay            | 3:42  |
| 15 | Siggi Siggi Siggi  |                    | 3:44  |

## Chartplatzierungen und Singles
Das goldene Album stieg am 25. November 2016 auf Platz 2 in die deutschen Charts ein und konnte sich 16 Wochen in den Top 100 halten. Ebenfalls erreichte es in der Schweiz Rang 2, während es in Österreich Position 3 belegte. In den deutschen Albumcharts des Jahres 2016 belegte es Platz 68 und in den HipHop-Jahrescharts Rang 14.
Als erste Single wurde am 23. Juni 2016 das Lied Hamdullah ausgekoppelt, das Platz 75 der deutschen Charts erreichte. Auch die zweite Single Ganz unten, die am 21. Juli 2016 erschien, konnte sich auf Rang 89 der Charts positionieren. Anschließend wurden noch vorab die Songs Geuner, Papa ist da, Ja man und Masafaka veröffentlicht, wobei letztere Position 34 belegte. Zu allen Singles wurden auch Musikvideos gedreht.